# میدان بازار کوئوپیو

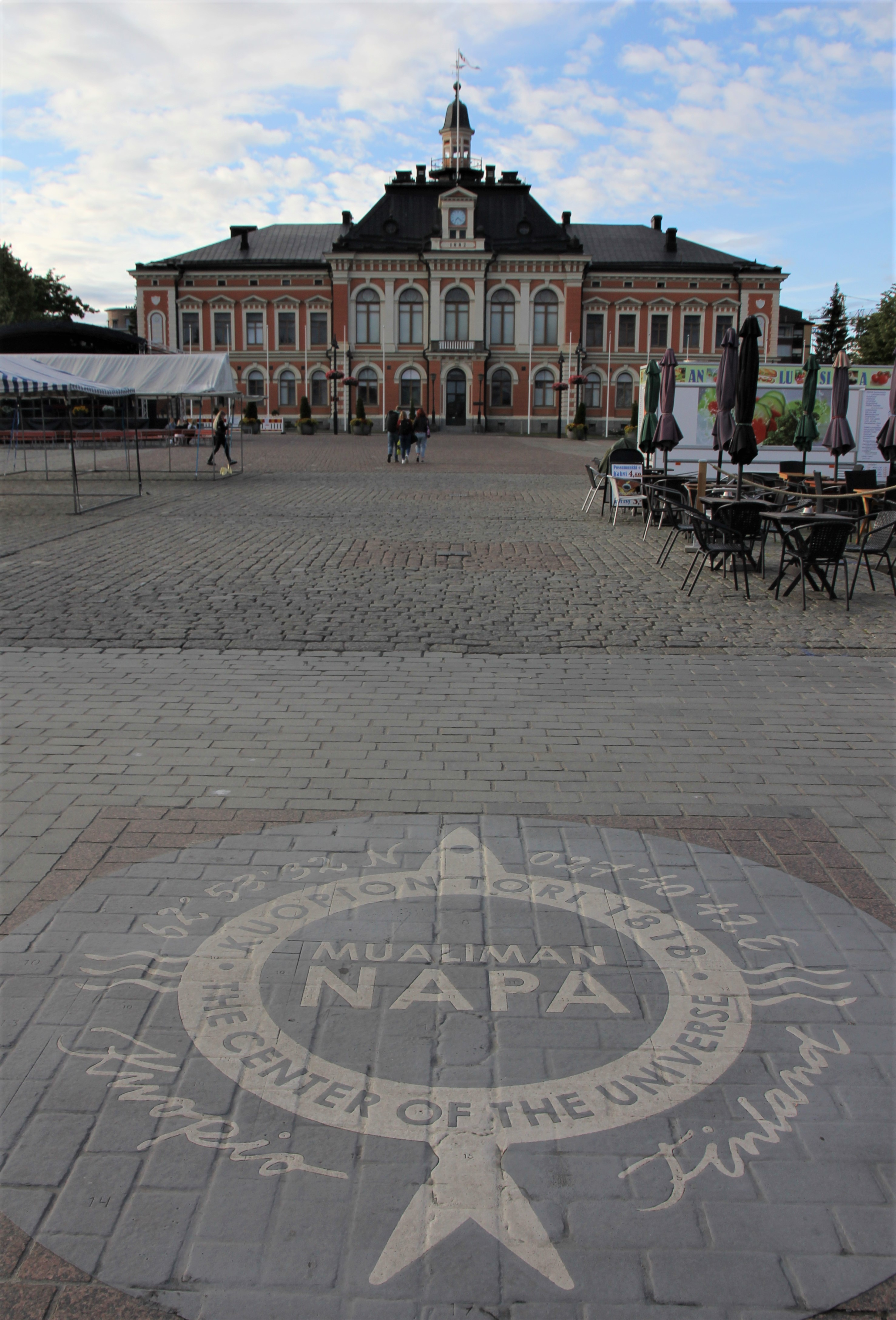
میدان بازار، "مرکز جهان"، نمای روبروی تالار شهر کوئوپیو.

میدان بازار کوئوپیو (انگلیسی: Kuopio Market Square، فنلاندی: Kuopion kauppatori) میدان بازار در مولتی‌مکی در کوئوپیو، ساوونیای شمالی، فنلاند است. این بازار حدود صد متر بالاتر از سطح دریا واقع شده و مساحت آن ۱۳۰×۱۷۴ متر است. پوشش آن از تاس و سنگ نبیل ساخته شده است. در جهت شرق به غرب، این منطقه توسط پیاده‌روهای مسطح قطع می‌شود. به عنوان یک سطح، بازار کمی شیب‌دار است که چالش‌هایی را برای استفاده ایجاد می‌کند. این سازه بر روی یک تشک شنی به عمق ۱۰ تا ۱۵ متر قرار دارد که در زیر آن یک برآمدگی وجود دارد که از وینولن‌نیمی شروع می‌شود و از زیر کلیسا به سمت پوئییو امتداد می‌یابد. تولیپورتین‌کاتو در امتداد لبه‌های میدان در شمال، پوئیون‌کاتو در شرق، کائوپاکاتو در جنوب و هاپانیمن‌کاتو در غرب قرار دارد.
مردم محلی از لقب « Mualiman napa» برای میدان استفاده می‌کنند که به معنای «مرکز جهان» است. 

## تاریخ
در سال ۱۷۷۵، پس از آنکه شاه گوستاو سوم روستای کلیسایی آن زمان کوئووپیو را به عنوان پایتخت ساوونیا و کارلیا که در همان سال تأسیس کرده بود، تعیین کرد، پهر کیلمن، نقشه‌بردار، مأمور شد تا نقشه شهری برای شهر تهیه کند. سال بعد، نقشه آماده شد و پادشاه بلافاصله آن را تأیید کرد. مرکز طرح شهر کیلمن، بازار بزرگ بود که چند سال بعد به نام بنیانگذار شهر، بازار گوستاو (Kustaantori) نامگذاری شد. پیش از این، میدان بازاری که توسط پر براهه جوان تأسیس شده بود، در طرح شهر در سواحل خلیج کووپیو فعلی قرار داشت. به همین دلیل است که این منطقه اکنون پارک براهه (Brahenpuisto) نامیده می‌شود و لبه پارک از میان براهن‌کاتو می‌گذرد. در مکان فعلی خود، بازار از سال ۱۸۱۸ در مکان فعلی خود قرار داشته است. در سال ۱۸۵۶، زمانی که فروشگاه بازار از محل بازار سابق گوستاو، که اکنون پارک اسنلمان (Snellmaninpuisto) نام دارد و به نام یوهان ویلهلم اسنلمان نامگذاری شده است، به میدان بازار تبدیل شد.